# Salvador Puig i Asbert
Salvador Puig i Asbert   (Montcada i Reixac, 4 de desembre de 1979) és un exjugador i actual entrenador català d'handbol, que jugà a la Lliga ASOBAL en la posició de lateral dret. El 30 de juny del 2022 fou acomiadat com a entrenador de l'equip femení del BM Granollers. És fill del també jugador d'handbol Jaume Puig Rofes.